# 레드힐역

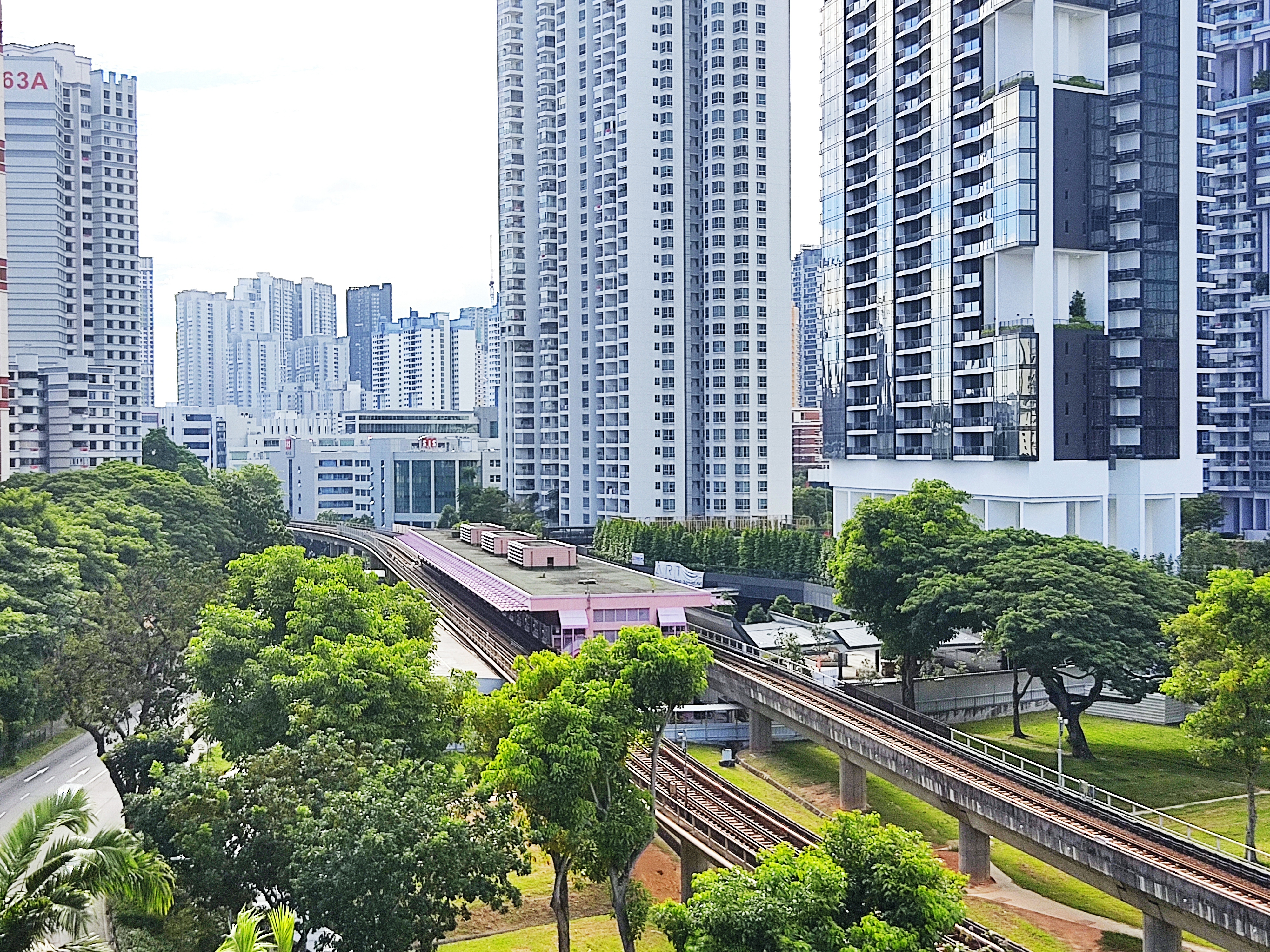

레드힐역(Redhill MRT station)은 싱가포르 부킷메라(Bukit Merah)에 위치한 이스트웨스트선(EWL)의 지상 MRT(Mass Rapid Transit) 역이다.
역은 잘란 티옹과 교차하는 티옹 바루 로드를 따라 위치해 있다. EWL에서는 티옹바루역과 퀸스타운역 사이에 있다. 이 역은 1988년 3월 12일 MRT 노선이 아우트램 파크(Outram Park) 역에서 클레멘티(Clementi)까지 연장되면서 개통되었다.
레드힐역은 싱가포르에서 가장 작은 MSR(Mass Rapid Transit) 역이다. 또한 양쪽 선로가 평행하지 않은 유일한 기차역이기도 하다. 역은 위에서 보면 사다리꼴 모양이다.